# Trochalus ukamicus
Trochalus ukamicus är en skalbaggsart som beskrevs av Moser 1919. Trochalus ukamicus ingår i släktet Trochalus och familjen Melolonthidae. Inga underarter finns listade i Catalogue of Life.